# Jaap Eden Trofee 1971
1e Jaap Eden Trofee 1971  was een schaatsmarathon. Het is de eerste editie dat de Jaap Eden Trofee werd gehouden op 19 december 1971 die plaatsvond op de Jaap Edenbaan in Amsterdam. Er was nog geen editie voor de vrouwen. De winnaar van de eerste editie is Henk Portengen, het zilver door Henk Ottema en brons Jan Roelof Kruithof.

## Podia
| Klasse             | Eerste         | Tweede      | Derde               |
| ------------------ | -------------- | ----------- | ------------------- |
| Top-divisie mannen | Henk Portengen | Henk Ottema | Jan Roelof Kruithof |

## Uitslag Top-divisie mannen[1]
| #      | Rijder               | Nationaliteit | Ploeg | Ronde |
| ------ | -------------------- | ------------- | ----- | ----- |
| Goud   | Henk Portengen       | Nederland     |       |       |
| Zilver | Henk Ottema          | Nederland     |       |       |
| Brons  | Jan Roelof Kruithof  | Nederland     |       |       |
| 4      | Jan J. van der Hoorn | Nederland     |       |       |
| 5      | Bennie van der Weide | Nederland     |       |       |

1971 · 
1972 · 
1973 ·
1974 · 
1975 · 
1976 · 
1977 · 
1978 · 
1979 · 
1980 · 
1981 · 
1982 · 
1983 · 
1984 · 
1985 · 
1986 · 
1987 · 
1988 · 
1989 · 
1990 · 
1991 · 
1992 · 
1993 · 
1994 · 
1995 · 
1996 · 
1997 · 
1998 · 
1999 · 
2000 · 
2001 · 
2002 · 
2003 · 
2004 · 
2005 · 
2006 · 
2007 · 
2008 · 
2009 · 
2010 · 
2011 · 
2012 · 
2013 · 
2014 · 
2015 · 
2016 · 
2017 · 
2018 · 
2019 · 
2020 ·  
2021 · 
2022 · 
2023 · 
2024